# FSC Nysa
La furgoneta Nysa fue un modelo de van tipo panel producida en la localidad de Nysa, Polonia, entre 1958 y 1994. Contrario al diseño bastante angular del furgón Żuk, con el que compartía el mismo chasis y partes mecánicas, el Nysa tenía una carrocería contorneada, especialmente en los dos vidrios paracurvos del frente, y fue muy apreciada como un cómodo vehículo para el transporte de pasajeros. Su producción, de 380.575 vehículos; fue cancelada en 1994.

## Descripción
La variante básica del cuerpo era una camioneta universal, que era usada tanto para carga como para el transporte de pasajeros. Contaba con puertas corredizas en las puertas laterales, y con puertas de apertura convencional en la cabina, las cuales eran marcadas con una letra T - towos. En la parte trasera, la mayoría de las variantes tenían una abertura de una sola puerta hacia el lado izquierdo.
Existían también otras variantes: una camioneta de carga (letra F - furgon), un minibús (letra M), y una ambulancia (letra S), y algunas para otros usos. Una rara variante se hizo en forma de una camioneta. En el momento de su producción, la Nysa fue la única van usada en el rol de ambulancia en Polonia.
Muchas de estas camionetas fueron vendidas a la Milicja Obywatelska, que era la única forma de policía durante la era comunista en Polonia, y dichas estaban pintadas en el distintivo azul de las patrullas policiales, y así se convirtió en una especie de "marca registrada" con el que se asociaba cada vez que aparecía una panel de estas se sabía que era también la milicia quien llegaba. Algunas variantes de la milicia tenía puertas deslizantes en ambos lados, la mayoría tenía también una puerta de dos piezas en la parte trasera, para la fácil salida de sus ocupantes.

### Mecánica
Tanto la Furgoneta Nysa como su hermano de mecánica la furgoneta Żuk hicieron un uso extensivo de los componentes automotores del Warszawa, en sí el cual es a su vez una versión hecha bajo licencia de la firma soviética/rusa GAZ, del M20 Pobeda.
Entre sus características principales, conservaba la misma distancia entre ejes y el mismo motor. Su transmisión y su suspensión si se modificarían para soportar el mayor peso que debían desplazar. En las primeras variantes de la Nysa se empleaban los motores de la referencia M-20 (4L de cilindro cabeza plana, 2,12 litros de cilindraje, y 36,8 kW), el motor más comúnmente utilizado fue la variante más reciente del motor M-20, conocida como la S-21 (R4, OHV, 2.12 de cubicaje, y 51,5 kW), que se utilizó desde 1964 hasta el final de su producción.

## Producción

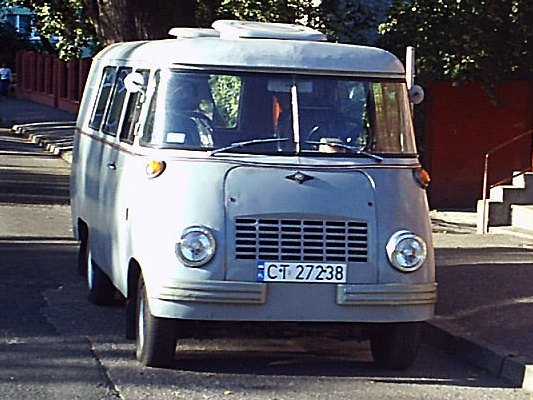
Nysa 501 II

En 1968, la parte delantera sufre su mayor modificación, siendo emplazada en el modelo más numeroso; el 521/522, con el que icho cambio entraría en producción, y el cual se mantuvo de forma definitiva, en gran parte sin cambios especiales o notorios; hasta el final de su construcción , ya en el Nysa 522 se disponía de un techo 10 centímetros más alto, para el rol de ambulancia.
Los modelos en los que la Furgoneta Nysa fue manufacturada incluyen las siguientes variantes:
- N57 (1958)
- N58 (1958)
- N59, N60, N61 (entre 1959 a 1962)
- N63 (no producida)
- 501 (1964)
- 503 (no producida)
- 521/522 (1968).

La cumbre de su popularidad fue en la década de 1970, con 18.200 realizados en 1978. En la década de 1980 la disminución de la producción. Cuando Polonia se convirtió en una democracia de nuevo en 1989, el futuro es sombrío para la Nysa. El trabajo de desarrollo ha sido mínima en los últimos 20 años. La mayoría de los clientes, incluyendo la policía, optaron más modernas camionetas más rápidas y seguras de los fabricantes occidentales, que llegaron a ser ampliamente importado en su lugar. En Hungría, las furgonetas Nysa se utilizan casi que exclusivamente como ambulancias, de hecho; 777 que la usaban como ambulancia eran la cantidad que estaba en uso para 1987. Una gran parte de la producción se exportó (en algunos años, hasta el 70%), sobre todo al Países de la cortina de hierro o países del Bloque Oriental, y especialmente Bulgaria, Rusia y Hungría, pero hubo también una cierta cantidad que se exportó a Alemania Occidental, además de que algunos países asiáticos y africanos lo recibieron, pero no quedan ejemplares sobrevivientes.  La producción fue cerrada en 1994, después de fabricar 380.575 vehículos.

Referencias
- Esta obra contiene una traducción  derivada de «ZSD Nysa» de Wikipedia en inglés, publicada por sus editores bajo la Licencia de documentación libre de GNU y la Licencia Creative Commons Atribución-CompartirIgual 4.0 Internacional.
- Esta obra contiene una traducción  derivada de «ZSD Nysa» de Wikipedia en polaco, publicada por sus editores bajo la Licencia de documentación libre de GNU y la Licencia Creative Commons Atribución-CompartirIgual 4.0 Internacional.

- Wikimedia Commons alberga una categoría multimedia sobre Nysa.